# Долбилово (озеро, Костанайская область)
Долбилово (каз. Долбилово) — озеро в Узункольском районе Костанайской области Казахстана. Находится в 9 км к югу от села Песчанка и в 6 км к юго-востоку от села Сибирка.
По данным топографической съёмки 1944 года, площадь поверхности озера составляет 5,12 км². Наибольшая длина озера — 9 км, наибольшая ширина — 1,2 км. Длина береговой линии составляет 20,4 км, развитие береговой линии — 2,51. Озеро расположено на высоте 158,6 м над уровнем моря.